# Juha Uusitalo

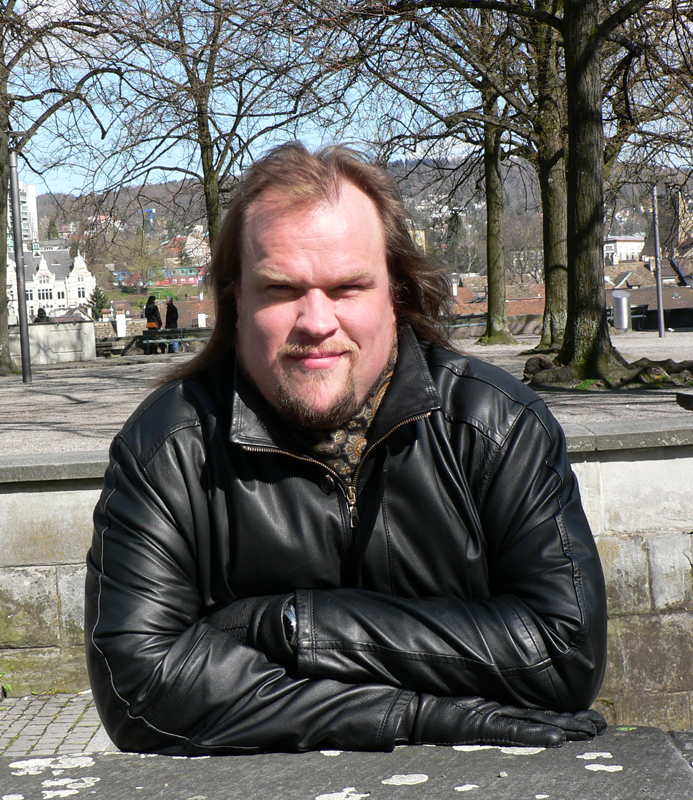
Juha Uusitalo.

Juha Uusitalo, född 18 september 1964 i Vasa, är en finländsk operasångare (basbaryton). 
Uusitalo studerade först flöjtspel vid Sibelius-Akademin (diplom 1995), varpå han var engagerad som flöjtist vid Åbo filharmoniska orkester och Finlands nationaloperas orkester, men studerade dessutom sång, och är sedan 2000 solist vid nationaloperan. Han uppträder dessutom vid festivaler och på utländska scener. 
Uusitalos repertoar är vidsträckt: från titelrollen i Giuseppe Verdis Falstaff till roller i verk av Wolfgang Amadeus Mozart. Vid Nyslotts operafestival framträdde han 2003 som holländaren i Richard Wagners Den flygande holländaren, hans glansroll som han har kreerat även på La Scala i Milano, operan i San Francisco och Statsoperan i Wien samt 2006 vid Bayreuthfestspelen. Som Wotan (Wagner) engagerades Uusitalo för produktionen 2007 vid Statsoperan i Wien, och detta år debuterade han vid Metropolitan Opera House i New York som Johannes Döparen i Salome (Richard Strauss).